# ماريان غامويل
ماريان غامويل (بالإنجليزية: Marian Gamwell) كانت سائقة إسعاف متطوعة وقائدة في فِرست إيد نَرْسِنغ ييومَنري (فاني) خلال الحربين العالميتين؛ تولّت قيادة وحدات الفاني بين 1940 و1946، وحصلت على وسام الإمبراطورية البريطانية، كما أدارت مع شقيقتها هوب مزرعة في روديسيا الشمالية (زامبيا لاحقًا) بين الحربين ونالتا رخصتي طيران مدني في 1930.

## النشأة وبدايات التطوّع
التحقت غامويل مبكرًا بجهود الإغاثة مع مستشفيات النساء الإسكتلنديات في دير روايمو (Royaumont) بفرنسا في مطلع الحرب العالمية الأولى، حيث شاركت في تجهيز الدير ليكون مستشفى ميدانيًا، ثم التحقت في مايو 1915 بفيلق فاني سائقَةً للإسعاف في فرنسا وبلجيكا.

## الحرب العالمية الأولى
ساهمت غامويل وشقيقتها هوب في أعمالٍ لوجستية وطبية متنوعة ضمن فاني، منها جلب مركبة حمّام متنقلة أطلق عليها اسم «جيمس» وفّرت للجنود إمكان الاستحمام وغسل الملابس بمعدّل مرتفع في الخطوط الخلفية. كما تذكر المصادر أن والدتهما أنتونيا ماريان أوين فتحت «أبر آرترو هول» في ويلز مستشفىً مُلحَقًا للصليب الأحمر وقدّمت سيارة حوِّلت إلى حمّام متنقل دعمت بهنّ أعمال فاني.

## بين الحربين: الزراعة والطيران في روديسيا الشمالية
بعد الحرب الأولى، انتقلت الشقيقتان إلى روديسيا الشمالية حيث أدارَتا مزرعة قرب أبيركورن (أمبالا حاليًا) في منطقة تشيلونغولويلو، كما حصلتا على «شهادتي طيّار» (Aviator’s Certificates) في نادي هانوورث للطيران سنة 1930. وتؤكّد رسالة منشورة في «Royaumont News-Letter» عام 1938 وجود غامويل في «تشيلونغولويلو، أبيركورن» وتفاصيل من حياتها الزراعية هناك.

## الحرب العالمية الثانية وقيادة «فاني»
مع اندلاع الحرب العالمية الثانية، استُدعيت غامويل من روديسيا الشمالية وتولّت قيادة وحدات فاني (Corps Commander/Officer Commanding) بين 1940 و1946. وقد جاءت قيادتها في سياق توتّر تنظيمي مع الخدمة الإقليمية المعاونة (ATS) حول استقلالية عناصر فاني الملحقات بالجيش؛ إذ استمرّ مقر فاني المستقل في لندن فيما عُرف بـ«فاني الحرّة». وتشير مذكّراتها الشفوية كذلك إلى جولات تفقدية وتجنيد في الشرق الأوسط والهند لدعم وحدات الفاني أثناء الحرب.

## ما بعد الحرب والأوسمة
بعد 1945 عادت الشقيقتان لفترة إلى روديسيا الشمالية، ثم تقاعدتا إلى جزيرة جيرزي عام 1964. وتوفيت هوب في 25 أبريل 1974، وتوفيت ماريان في 13 مايو 1977 بجيرزي، وقد نُشر نعيها مبيّنًا أنها قادت وحدات الفاني بين 1940 و1946 وحازت وسام الإمبراطورية البريطانية. وتحفظ «الإمبريال وور ميزيومز» أوراقها الخاصة، وبينها رخص قيادة من بلدان أوروبية وأفريقية، وإشعار قبولها ضابطة في وسام القديس يوحنا (يوليو 1945).